# Iljinisten
Die Iljinisten bzw. (nach dem Russischen) Iljinzy (russisch ильинцы, wiss. Transliteration il'incy, engl. auch Ilintsy) oder Jehovisten-Iljinisten bzw. ijegowisty-iljinzy (russisch иеговисты-ильинцы, iegovisty-il'incy), Desnoje Bratstwo (russisch Десное братство, Desnoe bratstvo; „Brüderschaft Gottes“) oder Sionskaja West (russisch Сионская весть, Sionskaja vest', engl. Zionist News) sind eine russische Sekte, die in den 1840er Jahren von Stabskapitän Nikolai Sasontowitsch Iljin (russisch Николай Сазонтович Ильин, Nikolaj Sazontovič Il'in; 1809–1890) im Ural gegründet wurde (und woher sie ihren heutigen Namen hat).
Es ist eine synkretische Sekte, die die Orthodoxie verließ und Elemente des Christentums und Judentums verbindet.
Iljin lehnte das Evangelium ab (obwohl er die Offenbarung des Johannes anerkannte), sowie Dreifaltigkeit, Kirchenhierarchie, Sakramente, Riten, Kreuz, Ikonen und Reliquien, christliche Feiertage ersetzte er durch jüdische, und die Taufe durch die Beschneidung. Von Priestern geführte Gruppen gibt es in der Ukraine, im Ural, im Nordkaukasus und in Kasachstan.